# Evenwicht
Evenwicht of balans is een situatie waarin zonder verstoring geen verandering zal plaatsvinden. Dit kan zowel een maatschappelijke, psychologische, economische alsook een natuur- of scheikundige betekenis hebben.

## Economie
In de economie is er evenwicht wanneer vraag en aanbod in balans zijn. De vraag van producten of diensten is de consumptie. Het aanbod kan bestaan uit productie dan wel doorverkoop van bestaande inventaris. Er bestaan verschillende modellen die proberen te verklaren hoe vraag en aanbod van elkaar afhankelijk zijn. Een evenwicht op de markt is vaak afhankelijk van geldende marktprijzen en/of belastingen. Wanneer een van deze elementen verstoord wordt, kan het evenwicht ook verstoord worden.
Een economie of markt wordt in algemeen evenwicht geacht te zijn wanneer vraag en aanbod in balans zijn. In de Walras-theorie wordt een klassiek model beschreven voor het zoeken naar marktbalancerende prijzen, dit mechanisme is tâtonnement.

## Natuurwetenschappen
Er zijn verschillende vormen van evenwicht in de natuurkunde, de scheikunde en de biologie:
- in de mechanica heeft een object dat geen verandering in beweging ondergaat een mechanisch evenwicht
- een stabiele isotoop vertoont geen radioactief verval
- aggregatietoestanden kunnen stabiel en metastabiel zijn onder verschillende omstandigheden van druk en temperatuur. Zo is diamant metastabiel en grafiet stabiel bij normale druk en kamertemperatuur. Vloeibaar water bij -10°C is metastabiel
- moleculen (chemische verbindingen) kunnen stabiel en metastabiel zijn
- chemische mengsels die een reactie met elkaar aan kunnen gaan kunnen in een situatie van chemisch evenwicht komen waarin twee tegengestelde reacties met dezelfde snelheid verlopen
- in de meteorologie is een stabiele situatie van de atmosfeer bereikt als de luchtdruk hoog is, een hogedrukblokkade is ontstaan en er een temperatuursinversie opgetreden is. In die gevallen is er nauwelijks wind en een symmetrisch dagelijks temperatuurverloop
- in de thermodynamica zijn de voorwaarden waarvoor evenwicht bestaat zeer precies te omschrijven. Er worden vier verschillende thermodynamische potentialen onderscheiden: inwendige energie, helmholtzenergie, enthalpie en gibbsenergie. Afhankelijk van de beperkende voorwaarden die aan een thermodynamisch systeem worden opgelegd, streeft dat systeem naar een minimum van een van die potentialen. Mits de put van de potentiaalfunctie diep genoeg is, is er een metastabiel of stabiel evenwicht. Onder bepaalde omstandigheden – in de omgeving van een kritisch punt – is er een labiel evenwicht. Dit kan makkelijk leiden tot grote fluctuaties van thermodynamische eigenschappen, bijvoorbeeld van de dichtheid
- biologisch of natuurlijk evenwicht: de neiging van ecosystemen na verstoring terug te keren naar de oorspronkelijke toestand. Hierbij schommelt de grootte van de populaties van elke soort om een bepaalde waarde
- evenwichtszin is het vermogen van een organisme om lineaire of rotatieve versnelling van het lichaam (typisch met het hoofd of de kop) waar te nemen